# فاغرة متكاملة الأوراق
فاغرة متكاملة الأوراق (الاسم العلمي:Zanthoxylum integrifolium) هي نوع من النباتات يتبع جنس الفاغرة من الفصيلة السذابية 